# Église Notre-Dame-de-Romigier de Manosque
L'église Notre-Dame de Romigier est une église située à Manosque, dans le département français des Alpes-de-Haute-Provence en région Provence-Alpes-Côte d'Azur.

## Histoire
De style roman, elle fut construite du XIIIe au XIVe siècle et reconstruite du XVIIe au XIXe siècle.
Elle fait l’objet d’un classement au titre des monuments historiques depuis le 10 octobre 1980.

## Architecture
L'église possède un portail Renaissance. La nef, d'origine romane, a été remontée au XIIe siècle, tandis qu'on lui adjoignait les bas-côtés. L'autel est un très beau "sarcophage" en marbre de Carrare du IVe ou Ve siècle représentant les apôtres. On peut y observer également une belle Vierge noire assise, d'époque préromane, Notre-Dame de Romigier ; une légende y est attachée.

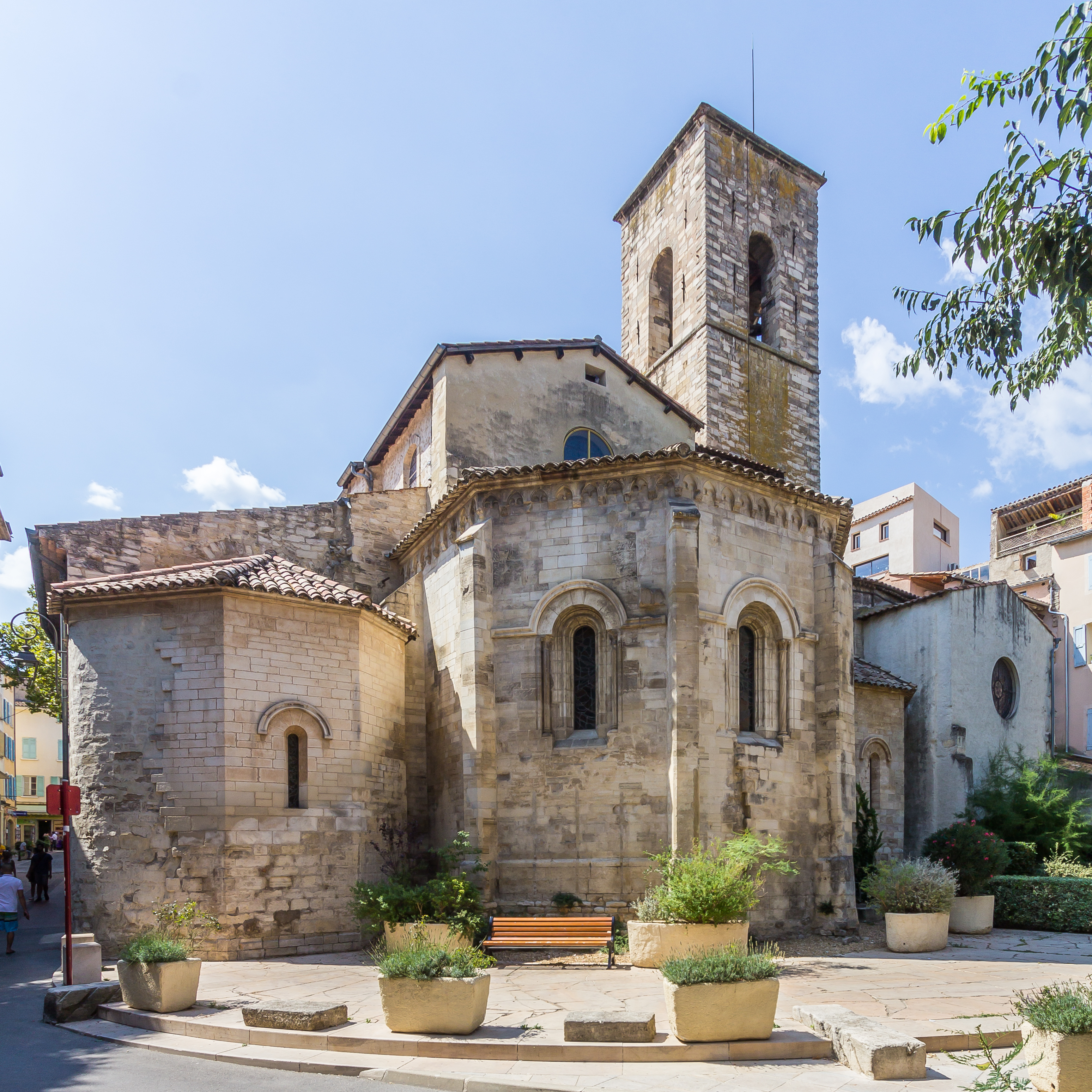
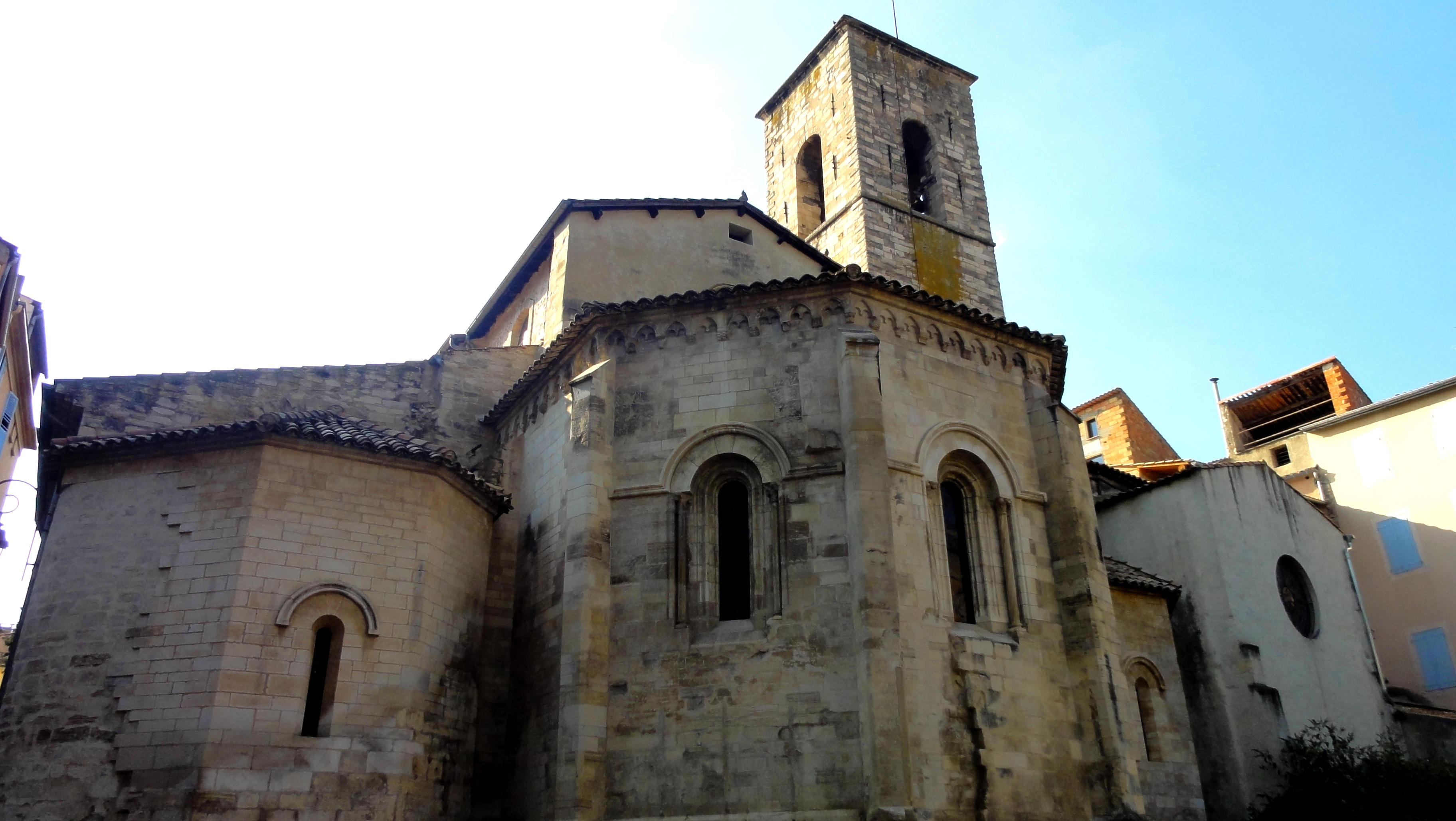
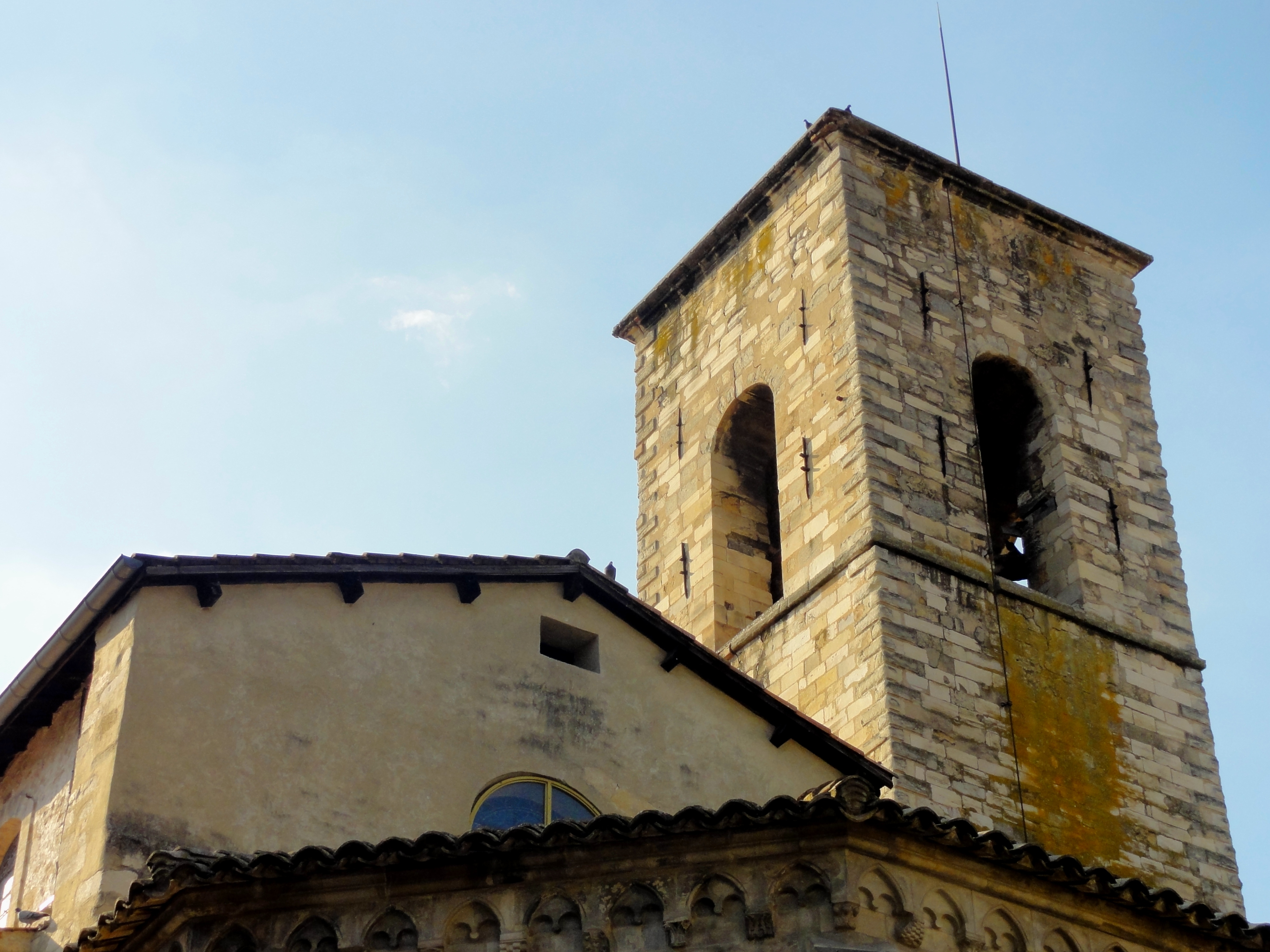

## Ornements
- Le retable doré
- Un sarcophage paléo-chrétien
- La Vierge noire du XIe siècle, une des plus anciennes de France[2], classée monument historique en 1902
- Les vitraux du chœur de 1991[3]

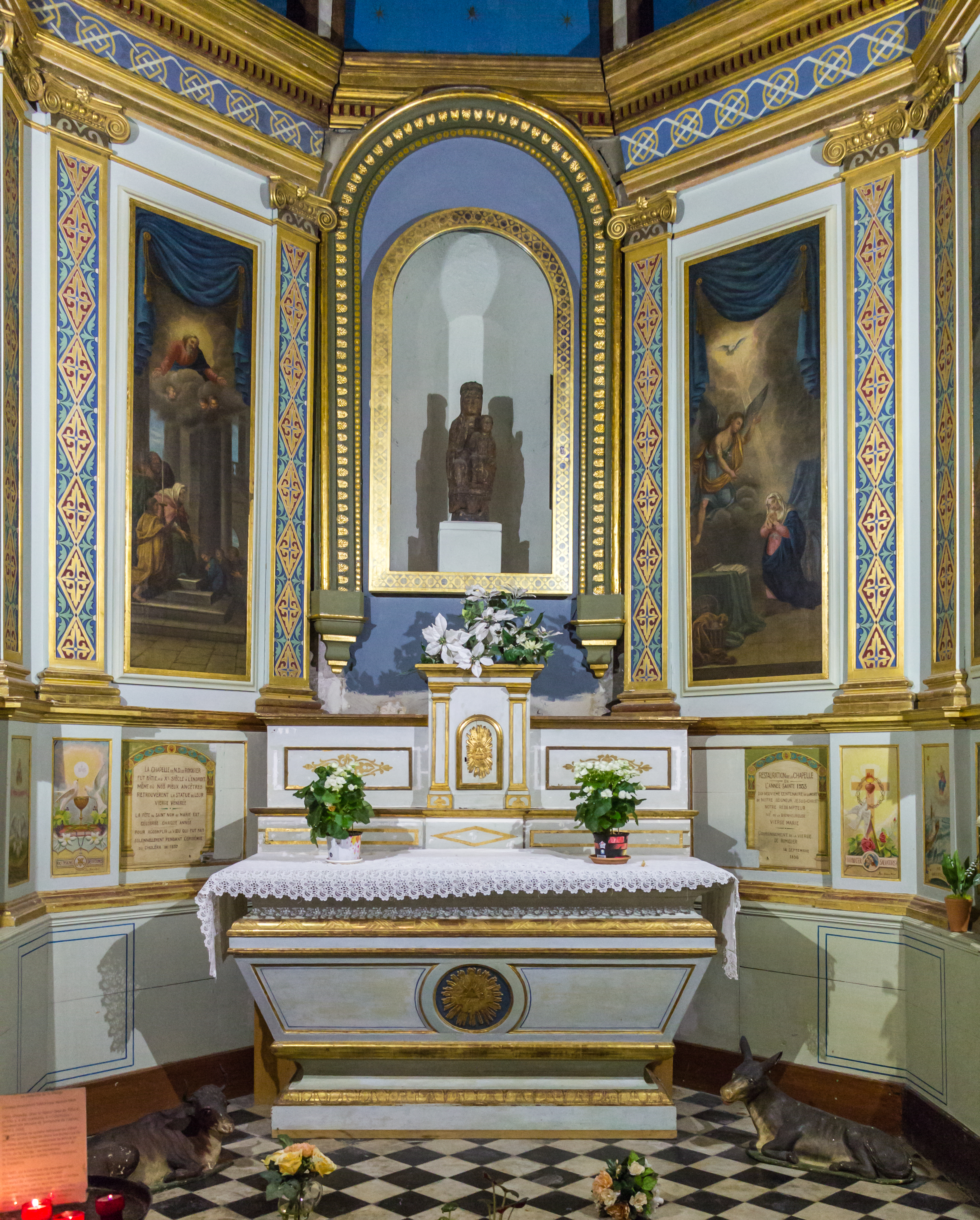
Autel de l’église.
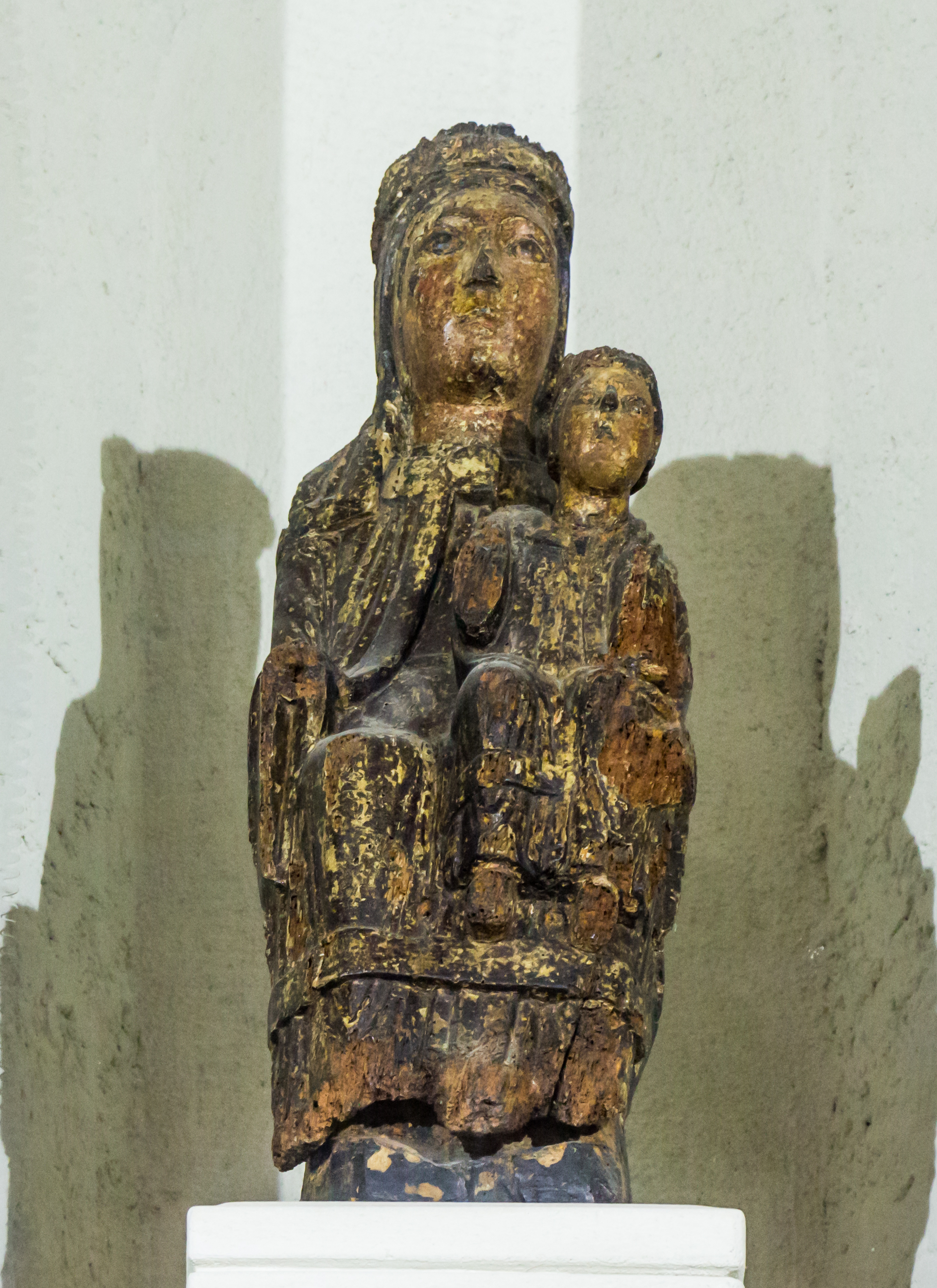
Vierge noire.
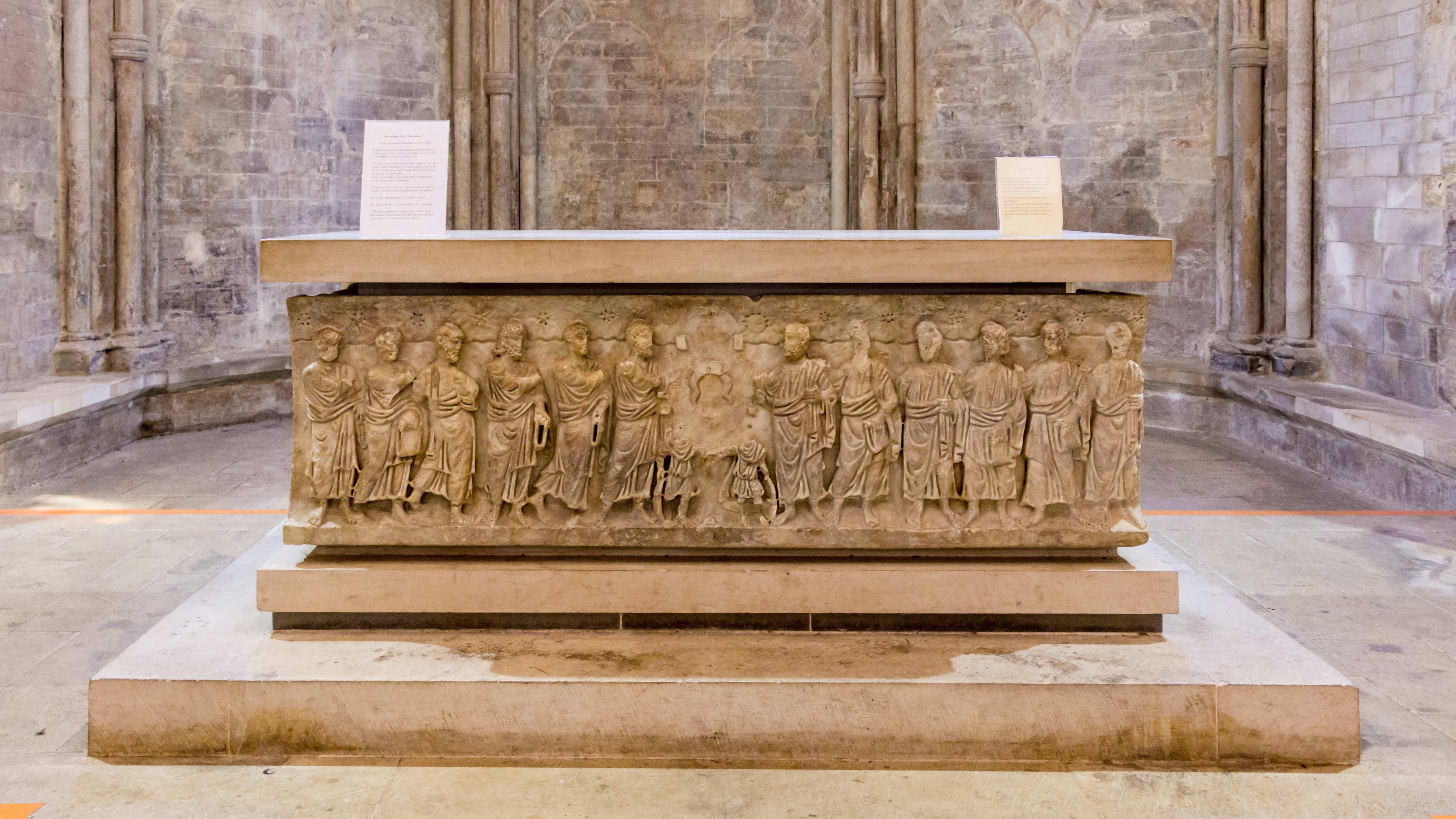
Sarcophage, transformé en autel.